# Хансен и приятели
Хансен и приятели (на английски: Hansen & Friends) е солов проект на китариста Кай Хансен, смятан за „кръстника на пауър метъла“, основател, водещ китарист и вокалист на пауър метъл групата Гама Рей и съосновател и бивш член на немската метъл група Хелоуин. Проектът като музикална група е създаден в град Хамбург, Германия през 2016 г.
За албумът XXX – Three Decades In Metal първото плащане към Кай Хансен ще бъде дарено на Wacken Foundation, към фестивала Wacken Open Air, фондация, която подкрепя млади хардрок и хевиметъл групи.

## Състав на групата

### Настоящ състав
- Кай Хансен - вокал, китари[4]
- Александър Диц - бас[4]
- Ейке Фриз - китари[4]
- Даниел „Дан“ Уайлдинг - ударни[4]

### Студийни изпълнители
- Корвин Бан - клавир[4]

### На концерт
- Майкъл Ере - ударни[4]

### Гост изпълнители
- Маркъс Бишоф - вокал[4]
- Ричард Сюнесън - вокал[4]
- Михаел Вайкат - соло китара[4]
- Ханси Кюрш - вокал[4]
- Клементин Делони - вокал[4]
- Роланд Грапов - соло китара[4]
- Франк Бек - вокал[4]
- Михаел Киске - вокал[4]
- Тобиас Самет - вокал[4]
- Дий Снайдър - вокал[4]
- Пит Силк - вокал[4]
- Ралф Схипърс - вокал[4]
- Тим Каноа Хансен - бас[4]

## Дискография
| Worx Noise                   | Noise Records, Victor | 1998 |
| XXX (Three Decades In Metal) | Ear Music             | 2016 |
| XXX: 3 Decades Of Metal      | Verycord              | 2016 |
| Thank You Wacken Live        | Ear Music             | 2017 |

| Thank You Wacken | Blu-ray | 2017 |